# Roberto Irineu Marinho

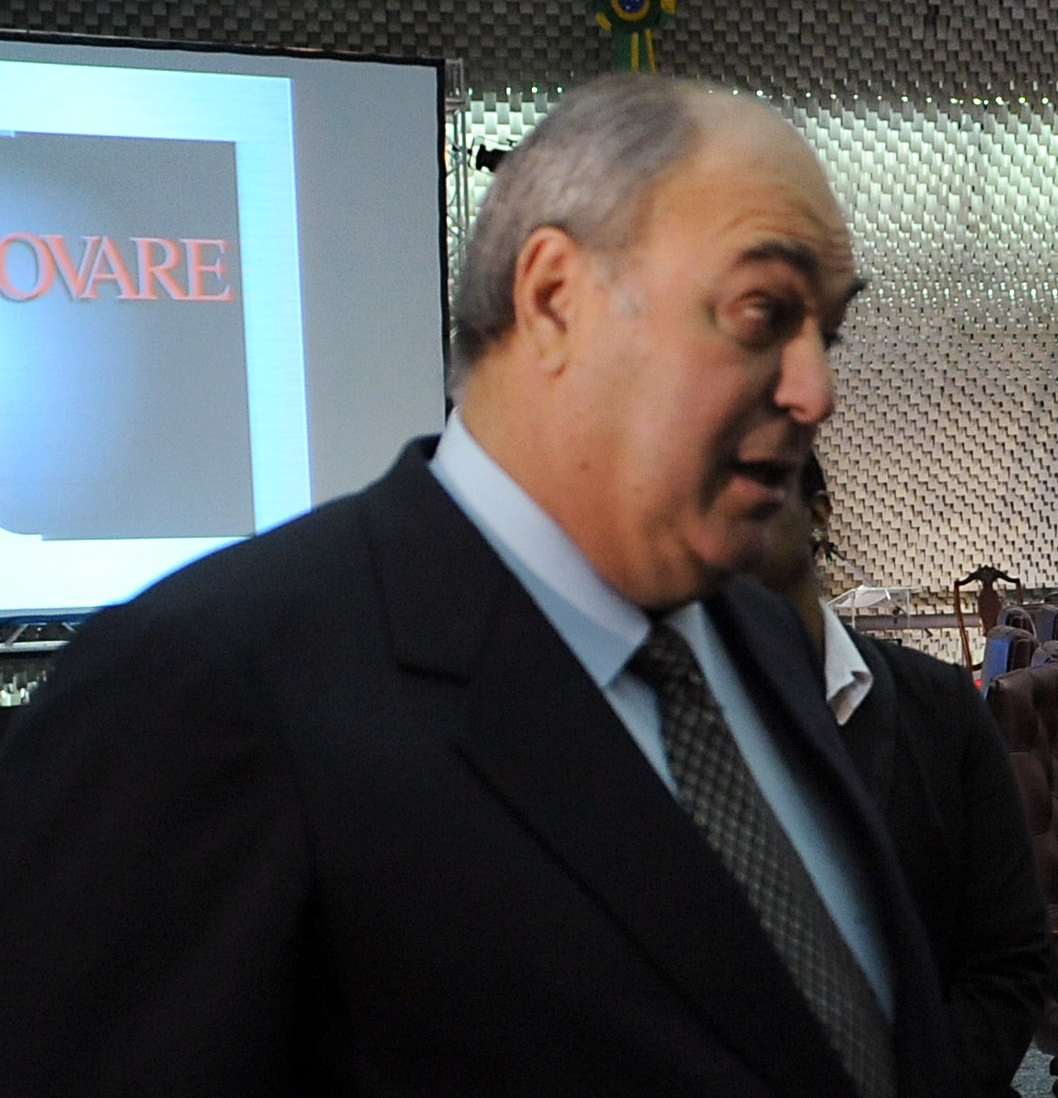
Roberto Irineu Marinho

Roberto Irineu Marinho (* 13. Oktober 1947 in Rio de Janeiro) ist ein brasilianischer Medienunternehmer, CEO und Präsident des Mediengiganten Grupo Globo.

## Leben
Sein Vater war der brasilianische Medienunternehmer Roberto Marinho, Gründer des Medienimperiums Globo. Seine Stellvertreter im Unternehmen sind die Brüder João Roberto Marinho und José Roberto Marinho. Marinho leitet seit 1990 die Globo-Gruppe, wozu unter anderem der brasilianische Fernsehsender Rede Globo gehört. Neben dem Fast-Monopol am Fernsehen gehören zum Globo-Imperium auch 18 Rundfunksender, die größte Tageszeitung Brasiliens O Globo, drei Plattenfirmen, der Verlag Editora Globo eine Fahrradfabrik, Mikroelektronik-Betriebe, Immobilien-Gesellschaften und Rinderfarmen in der Amazonas-Ebene – insgesamt rund tausend Firmen.
Er erhielt mehrfach Anerkennung und Auszeichnungen von zahlreichen brasilianischen Unternehmen, gesellschaftlichen Organisationen und öffentlichen Einrichtungen. Roberto Irineu Marinho hält einen Bachelor-Abschluss in Business Administration von der Fundação Getulio Vargas.
Nach Angaben des US-amerikanischen Forbes Magazine gehört Marinho 2016 zu den reichsten Brasilianern und ist in The World’s Billionaires gelistet.
Marinho ist verheiratet und hat vier Kinder.